# واسیم اواچریا
واسیم اواچریا (عربی: وسيم شعيب عواشرية؛ زادهٔ ۱۲ مهٔ ۲۰۰۰) بازیکن فوتبال اهل فرانسه است.
وی همچنین در تیم ملی فوتبال Algeria U18 بازی کرده‌است.